# バンバン (バリ島)
バンバン (Bangbang)」は、インドネシアのバリ島南東部、バリ州バンリ県トゥンブク郡の村。2010年時点の人口は3.774人。郵便番号は80671。

## 地名の由来
バンバンは「大きな穴」を意味し、かつてバンリ王国 (インドネシア語: Kerajaan Bangli) とクルンクン王国の戦争があったところにある採石場の村を指している。

## 地理
この村は、標高700mほどの位置にあり、気温は29-30℃ほどである。

### 集落
バンバン村は、7つの集落（小村）から成っている。
- Bangbang
- Bangbang Kaja
- Bangbang Kawan
- Bangbang Tengah
- Bangkiang Sidem
- Cepunggung
- Nyanglan Kaja

## 住民
住民の大多数は農民である。その他、教員や村の公務員がいる。

## 名所
- プスル・タシク寺院 (Pura Puser Tasik)